# Sumqayıt
Sumqayıt este un oraș din Azerbaidjan. Este un oraș planificat și fondat în epoca sovietică, în 1949.
Orașul este recunoscut pentru industria chimică, petrochimică și metalurgică, unde au ajuns să existe 34 de întreprinderi la începutul anilor 1980. Acest fapt a condus la o poluare fără precedent și afectarea sănătății umane, culminată cu mortalitate infantilă și investirea în metode de protecția mediului și sănătății sau oprirea de fabrici.
În 1962, vârsta medie a locuitorilor a fost de 27–28 de ani.
Combinatul de cauciuc sintetic din Sumqayıt a fost cea mai mare întreprindere petrochimică din Republica Sovietică Socialistă Azerbaidjană. Tot aici se află echipa de fotbal Sumgayit FK.
În perioada 27 februarie–1 martie 1988 a avut loc un pogrom împotriva comunității armene din oraș, lăsat cu zeci sau sute de morți.